# Axolotlovití
Axolotlovití (Ambystomatidae) je čeleď řádu axolotli. Tato čeleď čítá asi třicet druhů. Přirozeně se axolotlové vyskytují v Severní Americe v oblasti od jihovýchodní Aljašky a jižního Labradoru po jižní okraj Mexické plošiny.

## Popis
Tito živočichové jsou výjimeční způsobem života, některé druhy totiž nedospívají, jiné dospívají za určitých podmínek a některé dospívají vždy. Některé druhy jsou schopny se rozmnožovat i v larválním stádiu. Rozmnožují se lepením vajíček o průměru 3 mm na vodní rostliny. Výrazným prvkem jsou u larev keříčkovité žábry, ty však při proměně v dospělce mizí. Při změně stádia se mění i zbarvení, tvar těla a ocasu.
Dospělci jsou přibližně 30 cm dlouzí s širokou hlavou, drobnýma očima, výrazným žebrováním a dlouhým válcovitým ocasem. Dýchající plícemi. Mají příčné řady zubů na horním patře, spodní čelist je bezzubá. Dospělci sice vodu opouští ale zůstávají u ní, a nebo si vybírají vlhká místa. Přes den se ukrývají pod kameny, kořeny stromů a v noci loví hmyz, červy či jiné bezobratlé.
Největší z axolotlovitých je Ambystoma dumerilii který dosahuje 12–29 cm, loví dokonce žáby, myši a rejsky, umí dobře lézt po stromech a při vyplašení vydává hlasité štěkavé zvuky. Podobné velikosti dosahuje axolotl tygrovaný, jenž je pojmenován podle jeho zbarvení – má tmavý podklad a žluté skvrny nebo pruhy. Oproti tomu nejmenší z nich je Ambystoma talpoideum dosahující délky asi 10 cm. Zajímavý je též axolotl skvrnitý, který žije na souši, kde klade vajíčka do různých jamek či dutin stromů, ty se v podzimních nebo jarních deštích naplní vodou. Tam se vajíčka vylíhnou a probíhá zde také vývoj larev.